# 帕拉瓦王朝
帕拉瓦王朝（275年-897年），《旧唐书》译作拔罗婆，是古代南印度的一個王朝，在宗主國百乘王朝衰退後逐漸崛起。首都是建志補羅(今甘吉布勒姆)，統治泰盧固地區和北部泰米爾地區長達約600年。帕拉瓦王朝長期與北部巴達米地區的遮婁其人和南部的泰米爾人王國朱羅王朝、潘地亞王朝作戰。最終在9世紀被朱羅擊敗。
帕拉瓦人以對建築的贊助而知名，最著名的是馬馬拉普拉姆的海濱廟(Shore Temple)。帕拉瓦人給後世留下了壯麗的建築與雕塑，是中世紀南印度建築藝術的基礎。他們還基於古蘭塔文發展出了帕拉瓦文，是東南亞諸文字的始祖。

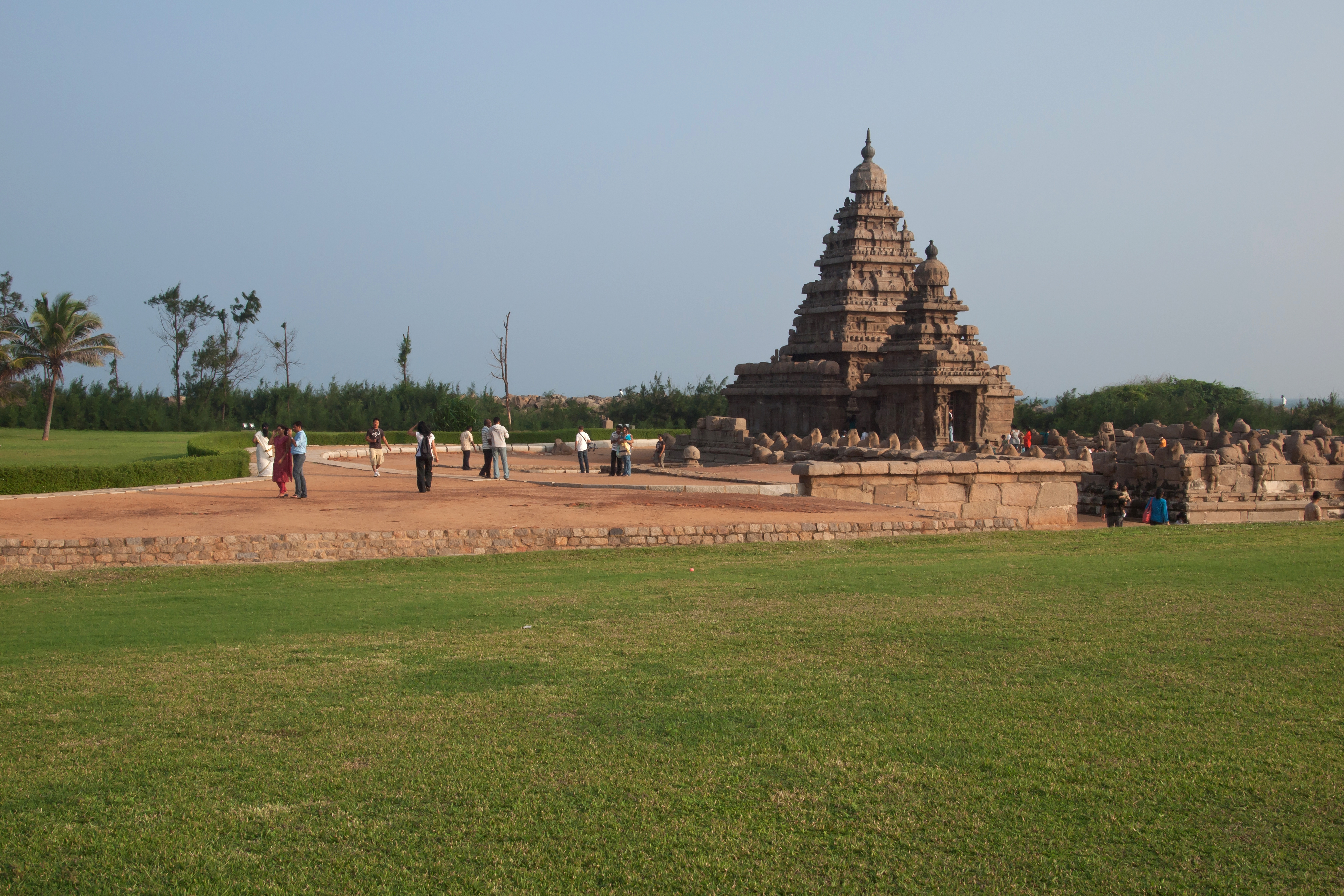
馬馬拉普拉姆的海濱廟(Shore Temple)。

## 記載
唐高僧玄奘《大唐西域記》：「達羅毗荼國周六千餘裏，國大都城號建誌補羅，周三十餘裏。土地沃壤，稼穡豐盛，多花果，出寶物。氣序溫暑，風俗勇烈。深篤信義，高尚博識，而語言文字，少異中印度。伽藍百餘所，僧徒萬餘人，皆遵學上座部法。天祠八十餘所，多露形外道也。如來在世，數遊此國，說法度人，故無憂王於諸聖跡皆建窣堵波。建誌補羅城者，即達磨波羅菩薩本生之城。菩薩此國大臣之長子也，幼懷雅量，長而弘遠。年方弱冠，王姬下降。禮筵之夕，憂心慘淒，對佛像前殷勤祈請。至誠所感，神負遠遁，去此數百裏，至山伽藍，坐佛堂中。有僧開戶，見此少年，疑其盜也，更詰問之。菩薩具懷指告，因請出家。眾鹹驚異，遂允其誌。王乃宣命，推求遐邇，乃知菩薩神負遠塵。王之知也，增深敬異。自染衣已，篤學精勤，令問風範，語在前記。城南不遠有大伽藍，國中聰睿同類萃止。有窣堵波，高百餘尺，無憂王所建也。如來在昔於此說法，摧伏外道，廣度人天。其側則有過去四佛坐及經行遺跡之所。」

## 歷代君主
印度學者Nilakanta Sastri整理的君王世系。

早期帕拉瓦
- Simhavarman I (275–300)
- Skandavarman (unknown)
- Visnugopa (350–355)
- Kumaravishnu I (350–370)
- Skandavarman II (370–385)
- Viravarman (385–400)
- Skandavarman III (400–436)
- Simhavarman II (436–460)
- Skandavarman IV (460–480)
- Nandivarman I (480–510)
- Kumaravishnu II (510–530)
- Buddhavarman (530–540)
- Kumaravishnu III (540–550)
- Simhavarman III (550–560)

晚期帕拉瓦
- Simhavishnu (575–600)
- Mahendravarman I (600–630)
- Narasimhavarman I (Mamalla) (630–668)
- Mahendravarman II (668–672)
- Paramesvaravarman I (670–695)
- Narasimhavarman II (Raja Simha) (695–722)
- Paramesvaravarman II (705–710)
- Nandivarman II (Pallavamalla) (730–795)
- Dantivarman (795–846)
- Nandivarman III (846–869)
- Aparajitavarman (879–897)